# Jalal-Abad (provins)
Dzjalal-Abad (kirgiziska: Жалалабат областы) är en provins (oblast) i Kirgizistan, med staden Dzjalal-Abad som administrativt centrum. Provinsen är 33 700 km² stor och hade år 2005 cirka 962 200 invånare. I provinsen finns Arslanbob, vilket är världens största valnötsskog, och även naturreservatet Sary-Tjelek. 
Kraftverksdammen Toktogul är floden Naryns största damm och förser provinsen med elektricitet.

## Administrativ indelning
Provinsen Jalal-Abad är indelad i åtta distrikt.
| Distrikt     | Huvudort     |
| ------------ | ------------ |
| Ala-Buka     | Ala-Buka     |
| Aksy         | Kerben       |
| Bazar-Korgon | Bazar-Korgon |
| Nooken       | Massy        |
| Suzak        | Suzak        |
| Tjatkal      | Kanysj-Kyia  |
| Toguz-Toro   | Kazarman     |
| Toktogul     | Toktogul     |

Städerna Jalal-Abad, Kara-Köl, Kök-Janggak, Mailuu-Suu och Tasj-Kömür ingår inte i något distrikt utan administreras direkt under provinsen.